# Communauté de communes du Pays de Menat
Die Communauté de communes du Pays de Menat ist ein ehemaliger französischer Gemeindeverband mit der Rechtsform einer Communauté de communes im Département Puy-de-Dôme in der Region Auvergne-Rhône-Alpes. Sie wurde am 24. Dezember 1993 gegründet und umfasste zwölf Gemeinden. Der Verwaltungssitz befand sich im Ort Pouzol.

## Historische Entwicklung
Mit Wirkung vom 1. Januar 2017 wurde der Gemeindeverband aufgelöst und seine Mitgliedsgemeinden auf die Communauté de communes du Pays de Saint-Éloy und die Communauté de communes Combrailles Sioule et Morge aufgeteilt.

## Ehemalige Mitgliedsgemeinden
1. Blot-l’Église
2. Lisseuil
3. Marcillat
4. Menat
5. Neuf-Église
6. Pouzol
7. Saint-Gal-sur-Sioule
8. Saint-Pardoux
9. Saint-Quintin-sur-Sioule
10. Saint-Rémy-de-Blot
11. Servant
12. Teilhet